# Ossido nitrico sintasi
La ossido nitrico sintasi o NO sintasi è un enzima appartenente alla classe delle ossidoreduttasi che catalizza la produzione di NO a partire da ossigeno e arginina, che viene trasformata in citrullina (metabolita intermedio del ciclo dell'urea), secondo la seguente reazione:
L-arginina + n NADPH + n H+ + m O2 ⇄ citrullina + ossido nitrico + n NADP+
L'enzima ha come cofattori FAD, FMN, NADPH e tetraidrobiopterina. La reazione è multifasica e molto complessa.
L'enzima è distribuito quasi in maniera ubiquitaria nei tessuti e nei viventi ed è presente in 2 tipi di isoforme: inducibile (iNOS) e costitutiva (eNOS).
La seconda è localizzata principalmente nell'endotelio vasale e nel cervello, mentre l'inducibile è tipica dei macrofagi e viene attivata durante l'infiammazione sia con funzione segnalatoria che battericida. L'enzima del cervello, ma non quello indotto nei polmoni o nel fegato da un'endotossina, richiede Ca2+. 

## La sintesi dell'NO
La stechiometria non è chiara, ma potrebbe coinvolgere un passo di ossidazione a due elettroni e uno a un elettrone. Il primo passaggio eseguito dall'enzima consiste nell'inserire l'atomo di ossigeno sull'azoto terminale del gruppo guanidinico dell'arginina formando un NHOH; su quest'ossigeno vengono poi portati 2 elettroni forniti dal NADPH e "fatti passare" tra gli altri cofattori flavinici e non, in modo da ottenere acqua allontanando 2 atomi di idrogeno e un intermedio instabile che si libera e forma NO.